# United Petrotrin FC
Der United Petrotrin Football Club, kurz United Petrotrin, war ein trinidadischer Fußballverein aus Palo Seco, der von 1992 bis 2010 bestand.

## Geschichte
United Petrotrin entstand aus der Fusion zweier Werksmannschaften der trinidadischen Ölindustrie. Trintoc FC, Mannschaft der gleichnamigen Ölfirma, holte 1986 und 1988 den Meistertitel der National League, der höchsten trinidadischen Liga dieser Zeit. Trintopec FC, ebenfalls Werksmannschaft einer gleichnamigen Ölfirma, wurde 1992 Dritter der Liga.
1992 wurde seitens der trinidadischen Regierung beschlossen, die beiden Unternehmen zur Petroleum Company of Trinidad and Tobago (Petrotrin) zusammenzuschließen. Formell wurde der Zusammenschluss erst im Januar 1993 wirksam, zuvor wurden jedoch noch 1992 die beiden Werksmannschaften zum United Petrotrin FC zusammengeschlossen. Seine Heimspiele trug der Verein im Mehrzweckstadion Palo Seco Velodrome in Palo Seco aus, das über eine Kapazität von 10.000 Plätzen verfügte.
1996 erreichte der Verein die Qualifikationsrunde für den CONCACAF Cup Winners’ Cup, scheiterte dort aber an Siroco Les Abymes aus Guadeloupe.
1997 gewann der Verein die CFU Club Championship und qualifizierte sich damit für das Viertelfinale des CONCACAF Champions Cup. Dort scheiterte der Verein am Vorjahrespokalsieger D.C. United.
2009 wurde der Brasilianer Marcos Tinoco Trainer, der zuvor die Nationalmannschaft der Cayman Islands trainiert hatte. Nach der Saison 2009 wurde der Verein aufgelöst. In dieser Saison erreichte er den 7. Platz der TT Pro League. Der Beschluss zur Auflösung wurde am 8. Januar 2010 getroffen; der Mutterkonzern Petrotrin, der in den 2010er-Jahren abgewickelt wurde, war zu dieser Zeit bereits finanziell angeschlagen und wollte die laufenden Kosten des Vereins nicht mehr tragen.

## Persönlichkeiten

### Ehemalige Spieler
- Peter Prosper (1995–1996, 2005, 2007)
- Romauld Aguillera (2006–2008)
- Keon Daniel (2006–2008)
- Akeem Adams (2009)
- Cyd Gray (2009)

### Ehemalige Trainer
- 2007: Brian Williams
- 2008: Leon Carpette
- 2009: Marcos Tinoco

## Erfolge
- 1995: Trinidad and Tobago FA Trophy
- 1997: CFU Club Championship
- 1997: Trinidad and Tobago FA Trophy